# 瓜田華菜子
瓜田 華菜子（うりた かなこ、1980年10月3日 - ）は、主に岩手県で活動するローカルタレント・フリーアナウンサー。青森県出身で、沖縄・奈良・千葉・岩手で育つ。岩手県立盛岡北高等学校、岩手大学卒業。高校時代はバドミントン部に所属していた。身長155cm、O型。既婚（2子あり）。愛称は「ウリウリ」。
司会、レポーター、ラジオパーソナリティ、ヨガインストラクターとして活動するほか、盛岡市内の「上野法律ビジネス専門学校」や「いわて公務員専門学校」で講師（教務主任）も務める。盛岡在住で、楽天イーグルスTV収録の際は仙台でホテル暮らしをしている。
2009年7月に結婚（再婚）、2010年以降は、育児等の合間に活動している。

## 出演番組

### 現在
- なし

### 過去
テレビ
- 岩手めんこいテレビ「山・海・漬」
- 岩手めんこいテレビ「あなろぐ an@log」中継
- 岩手めんこいテレビ「空飛ぶ三輪車」中継

コミュニティFM
- ラヂオもりおか「Singing Flow」
- ラヂオもりおか「ADVANCE FOLDER（アドバンスフォルダー）」

インターネットテレビ
- 楽天イーグルスTV「直前!楽天イーグルス」（司会）
- 楽天イーグルスTV「激闘!楽天イーグルス」（司会）

上記2番組は、一部の試合を除いて楽天ショッピングチャンネル（CSテレビ・ケーブルテレビ向け無料放送）とサイマル放送